# 拉萨条约
《拉萨条约》（英語：Convention Between Great Britain and Thibet）是于1904年（清光緒三十年）9月7日英国入侵後與西藏代表签定的条约，当时清朝政府并没有在条约上签字。但清朝與英國双方随后签定的《中英續訂藏印條約》包括附約《拉萨条约》。

## 背景
英國希望能擴張貿易跨過喜馬拉雅山進入中亞與清朝，在1876年簽訂的《煙台條約》中，英國從清朝取得進入西藏的權利，但是西藏政府認為中央中沒有西藏的代表參與簽訂《煙台條約》，於是逕自拒絕英國人入境，並於1890年加強西藏－錫金邊界的防衛，防止英國人入境。後來中國與英國再簽《中英藏印續約》，西藏認為1893年簽訂的續約也應無效，仍然拒絕英國人入境。:41-42
1903年12月英國終於派遣榮赫鵬（Francis Younghusband）武裝入侵西藏，1904年3月31日英屬印度陸軍和據守曲美辛古的藏军交火，运用机枪大炮歼灭700多人。4月中旬，英军进入了江孜地区，面对江孜宗山坚固的防御工事，英军从印度调来了4000多名援军和8门大炮，以及大量先进的穿甲炮弹血洗藏軍。7月7日，英军攻陷江孜宗山。8月3日，占领了拉萨，十三世达赖喇嘛途经青海逃往蒙古。清政府革去了达赖的名号，命九世班禅曲吉尼玛（22岁）代替达赖名号，但班禅不接受。英军在拉萨大肆劫掠，抢走了许多珍贵的文物和经典。1904年（光绪三十年）7月28日，统帅英军入藏的上校荣赫鹏，與西藏哲蚌、色拉、噶尔丹三大寺的寺长罗生戛尔曾等人在拉萨签订了《拉萨条约》。达赖臨走前指定的代理攝政龙布嘉措也在《拉薩條約》上蓋上了達賴喇嘛的印章。在拉萨的驻藏大臣當時在場，但並未在条约上签字。

## 條約內容
《拉萨条约》共有10款，主要为：
1. 允认1890年《中英藏印條約》所定哲孟雄（今锡金）与西藏之边界，并建立界石；
2. 除1893年《中英藏印續約》所规定的亚东外，增开江孜、噶大克为商埠；
3. 西藏向英国赔款50万英镑，分75年付清；
4. 拆除自印度边界至江孜、拉萨的防御工事；
5. 非英国事先同意，不得将西藏土地让卖、租典予外国；
6. 不许将西藏进款、货物、金银钱币等给予外国抵押拨兑；
7. 外国不许享受西藏的铁路、道路、电线、矿产或其他利权，不得派员入藏和干涉西藏一切事务。

## 後續發展
条约送北京後，清廷坚持不签字，称“英员开送十条，有损中国主权，遵处切勿画押”，并要求修改条约。清政府派唐绍仪、张荫棠等赴印度同英方谈判，唐绍仪坚持清朝中国对西藏的主权不容侵犯。直到1906年4月27日，双方签定《中英續訂藏印條約》，包含了附約《拉萨条约》，但对其作出了修改：
- 第九款规定：“西藏一切事宜，無論何外國，皆不準干涉”，“無論何項鐵路、道路、電線、礦產或別項利權，均不許各外國或隸各外國籍之民人享受；若允此項利權，則應將相抵之利權或相同之利權，一律給與英國政府享受。”
- 第六款西藏的賠款已於1904年11月11日從50萬英鎊減為16.6万英镑。清廷沒有知會西藏政府而直接付給英國。[1]

## 外部連結

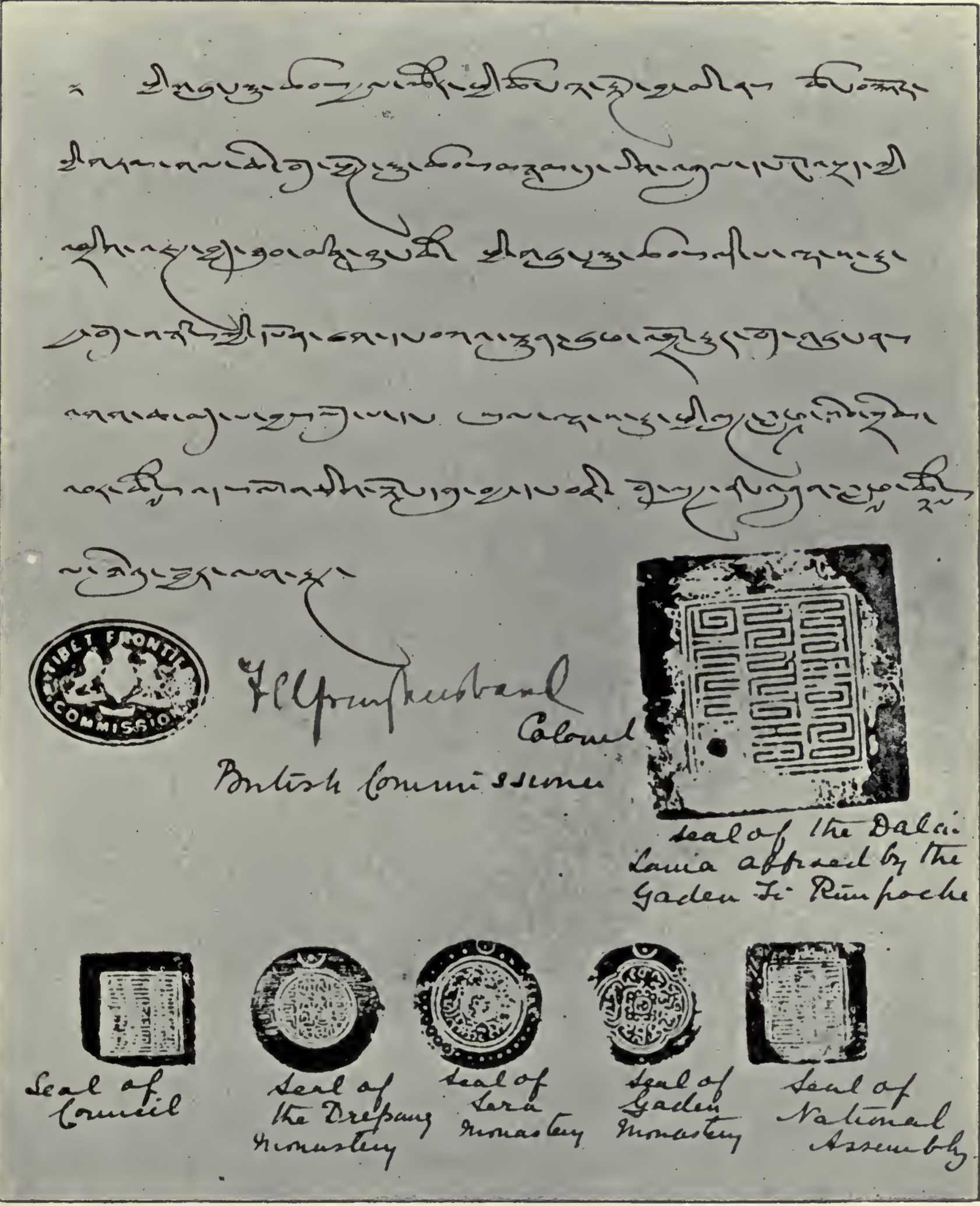
《拉薩條約》上英藏雙方印章

- Convention Between Great Britain and Thibet （页面存档备份，存于）（英文）